# 别济米扬内火山 (堪察加边疆区)
别济米扬内火山（俄语：Безымянный）位于俄罗斯远东地区勘察加半岛，地处克柳切夫火山南部，海拔2882米。最近一次喷发发生在2020年。